# Postvorschusssendung
Aus dem preußischen Postvorschuss, dessen Anfänge in der ersten Hälfte des 18. Jahrhunderts zu suchen sind, hat sich das spätere Postnachnahmeverfahren entwickelt. 
Das Vorschusswesen unterscheidet sich vom Nachnahmeverfahren dadurch, dass sich der Absender den auf der Sendung lastenden Betrag bereits bei der Einlieferung von der Post bar auszahlen lassen konnte (daher Postvorschuss). Die spätere tatsächliche Einziehung und Übermittlung des Betrages von der Bestimmungs- an die Aufgabepostanstalt blieb der Post auf ihre Gefahr überlassen. Später erhielt der Absender einen Gutschein über die Vorschusssendung, den er nach Eingang des Geldes bei der Aufgabepostanstalt einlösen konnte. 
Das Postvorschusswesen war bis in die erste Hälfte des 19. Jahrhunderts den preußischen Postbeamten zuerst nur im Verkehr mit Behörden, später auch im Verkehr mit Privatleuten gegen Erhebung einer „Prokuragebühr“ neben dem Porto als „Privattätigkeit“ überlassen. Die Prokuragebühr fiel dem Beamten zu (Postordnung 1782, Regulativ 1824). 
Zum allgemeinen Geschäftszweig der preußischen Post wurde das Vorschussverfahren durch das Postgesetz von 1852. Das Reglement von 1856 regelte das Verfahren wie folgt: Zahlung der Vorschüsse an den Absender grundsätzlich erst nach der Zahlung an die Postkasse, sofortige Auszahlung der Vorschüsse nur an Behörden und an vertrauenswürdige Personen nach Hinterlegung einer Sicherheit. Die Norddeutsche Bundespost und die Reichspost hielten an dem Verfahren fest. Wegen der ungleichen Behandlung der Auslieferer und der vielen Veruntreuungen wurde das Vorschusswesen am 1. Oktober 1878 endgültig in das Nachnahmegeschäft geändert.
Die Vorschriften für Nachnahmen wurde geändert: 1886 Anhebung des Meistbetrages, 1890 Senkung der Gebühren, 1892 wurden Postkarten, Drucksachen und Warenproben als Nachnahme zugelassen. 1909 war die Überweisung auf ein Postscheckkonto möglich geworden. 1911 Einführung von besonderer Vordrucke zu Nachnahmekarten und Nachnahmepaketkarten. 1912 wurde die Haftpflicht der Post geändert.
Der zwischenstaatliche Nachnahmeverkehr war bis 1885 durch Einzelverträge geregelt. Erst der Weltpostkongress in Lissabon (1885) nahm erstmals allgemeine Bestimmungen zunächst über den Postnachnahmepaketverkehr in das Postpaketübereinkommen auf. Der Nachnahmebrief wurde auf dem Weltkongress in Wien (1891) durch Zulassung von Einschreibsendungen, Wertbriefen und Wertkästchen unter Nachnahme geregelt.